# آنی استویر
آنی استویر (انگلیسی: Anni Steuer; ۱۲ فوریهٔ ۱۹۱۳ – دهه ۱۹۹۰) دونده دو با مانع اهل آلمان بود.